# Episodi di Blondie (serie televisiva 1957)
La prima e unica stagione della serie televisiva Blondie è andata in onda negli Stati Uniti dal 4 gennaio 1957 al 5 aprile 1957 sulla NBC.
| nº | Titolo originale                 | Prima TV USA     |
| -- | -------------------------------- | ---------------- |
| 1  | Dagwood's Ego for the Third Time | 4 gennaio 1957   |
| 2  | Mr. Dithers is Hospitalized      | 11 gennaio 1957  |
| 3  | Mr. Dithers Moves In             | 18 gennaio 1957  |
| 4  | The Other Woman                  | 25 gennaio 1957  |
| 5  | Home Sweet Home                  | 1º febbraio 1957 |
| 6  | Get That Gun                     | 8 febbraio 1957  |
| 7  | Husbands Once Removed            | 15 febbraio 1957 |
| 8  | The Quiz Show                    | 22 febbraio 1957 |
| 9  | The Payoff Money                 | 8 marzo 1957     |
| 10 | Hard Luck Idol                   | 15 marzo 1957    |
| 11 | Oil For the Lamps of Blondie     | 22 marzo 1957    |
| 12 | Blondie the Breadwinner          | 29 marzo 1957    |
| 13 | The Glamor Girl                  | 5 aprile 1957    |
| 14 | The Rummage Sale                 | 12 aprile 1957   |
| 15 | Deception                        | 19 aprile 1957   |
| 16 | Puppy Love                       | 26 aprile 1957   |
| 17 | Made to Fire                     | 3 maggio 1957    |
| 18 | Blondie Redecorates              | 10 maggio 1957   |
| 19 | Blondie's Double                 | 17 maggio 1957   |
| 20 | The Spy                          | 23 maggio 1957   |
| 21 | Cupid's Question Column          | 31 maggio 1957   |
| 22 | The Tramp                        | 7 giugno 1957    |
| 23 | The Grouch                       | 14 giugno 1957   |
| 24 | Alexander's 16th Birthday        | 21 giugno 1957   |
| 25 | Howdy Neighbor                   | 28 giugno 1957   |
| 26 | The Feud                         | 5 luglio 1957    |

## Dagwood's Ego for the Third Time
- Prima televisiva: 4 gennaio 1957

### Trama
- Guest star:

## Mr. Dithers is Hospitalized
- Prima televisiva: 11 gennaio 1957

### Trama
- Guest star:

## Mr. Dithers Moves In
- Prima televisiva: 18 gennaio 1957

### Trama
- Guest star:

## The Other Woman
- Prima televisiva: 25 gennaio 1957

### Trama
- Guest star: Pat Sheehan (se stessa)

## Home Sweet Home
- Prima televisiva: 1º febbraio 1957

### Trama
- Guest star:

## Get That Gun
- Prima televisiva: 8 febbraio 1957

### Trama
- Guest star:

## Husbands Once Removed
- Prima televisiva: 15 febbraio 1957

### Trama
- Guest star:

## The Quiz Show
- Prima televisiva: 22 febbraio 1957

### Trama
- Guest star:

## The Payoff Money
- Prima televisiva: 8 marzo 1957

### Trama
- Guest star:

## Hard Luck Idol
- Prima televisiva: 15 marzo 1957

### Trama
- Guest star:

## Oil For the Lamps of Blondie
- Prima televisiva: 22 marzo 1957

### Trama
- Guest star:

## Blondie the Breadwinner
- Prima televisiva: 29 marzo 1957

### Trama
- Guest star:

## The Glamor Girl
- Prima televisiva: 5 aprile 1957

### Trama
- Guest star:

## The Rummage Sale
- Prima televisiva: 12 aprile 1957

### Trama
- Guest star:

## Deception
- Prima televisiva: 19 aprile 1957

### Trama
- Guest star:

## Puppy Love
- Prima televisiva: 26 aprile 1957

### Trama
- Guest star:

## Made to Fire
- Prima televisiva: 3 maggio 1957

### Trama
- Guest star:

## Blondie Redecorates
- Prima televisiva: 10 maggio 1957

### Trama
- Guest star:

## Blondie's Double
- Prima televisiva: 17 maggio 1957

### Trama
- Guest star:

## The Spy
- Prima televisiva: 23 maggio 1957

### Trama
- Guest star:

## Cupid's Question Column
- Prima televisiva: 31 maggio 1957

### Trama
- Guest star:

## The Tramp
- Prima televisiva: 7 giugno 1957

### Trama
- Guest star:

## The Grouch
- Prima televisiva: 14 giugno 1957

### Trama
- Guest star:

## Alexander's 16th Birthday
- Prima televisiva: 21 giugno 1957

### Trama
- Guest star:

## Howdy Neighbor
- Prima televisiva: 28 giugno 1957

### Trama
- Guest star:

## The Feud
- Prima televisiva: 5 luglio 1957

### Trama
- Guest star: